# إيهنغن
انينغن (دانوب) (بالألمانية: Ehingen) هي city with tens of thousands of inhabitants، Grosse Kreisstadt، بلدة ألمانية ومدينة تقع في ألمانيا في منطقة ألب دانوب [الإنجليزية]. يقدر عدد سكانها بـ 25,941 نسمة .

## المدن التوأمة
مدينة ازترغوم هي مدينة توأمة لـانينغن (دانوب).

## أعلام
- مايكل غلوكنر
- توماس جيير
- كارل راب